# غسان بن جدو
غسان بن جدو (8 أغسطس 1962 -) هو صحفي تونسي - لبناني، عمل في قناة الجزيرة، وترأس إدارة مكتبها في بيروت من 2004 إلى أن استقال منها في 23 أبريل 2011 وسط زخم أحداث الربيع العربي.
أسس بعدها شبكة الميادين الاعلامية.

## نشأته
ولد في القصور بولاية الكاف بتونس ودرس في تونس، ثم عاش في لبنان ويحمل أيضاً الجنسية اللبنانية. تخرج من كلية الآداب.

## مسيرته
كان ناشطاً سياسياً ومعارضاً للنظام التونسي، وقد عرض عليه نظام الرئيس المخلوع زين العابدين بن علي مرات عدة استلام مراكز قيادية إلا أنه رفض لأنه لم يكن مقتنعاً بحكم بن علي ولأن الكثير من أصدقائه كانوا ما يزالون في السجون. الأمر الذي تسبب في نفيه وغيابه القسري عن تونس وبعده عنها لمدة 21 عاماً.
دخل مجال البحث ولكن عمله الصحفي المحترف بدأ عام 1990 مع صحيفة الحياة كمراسل لها في الجزائر التي كانت في أوج الازمة السياسية مع صعود جبهة الإنقاذ وكل الوضع والتحول في الجزائر. وبعدئذ أصبح عام 1992 في معهد الدراسات الدولية في واشنطن واستلم إدارة تحرير المجلة وبعد أشهر قليلة أسندت له وظيفة رئيس التحرير في المجلة، ومن ثم استقر في طهران كمراسل لهيئة الاذاعة البريطانية BBC في أواخر عام 1995.

### قناة الجزيرة
بدايته مع الجزيرة كانت المشاركة من الدوحة في تقديم برنامج «أولى حروب القرن» والذي كان بعد 11 أيلول وبرنامج «ما وراء الأحداث» وكان برنامج دوري وإخباري.
أول حلقة من حوار مفتوح كانت خلال فترة تحرير جنوب لبنان عام 2000، لكن لم تكن الخطة أن يكون البرنامج إسبوعيا، فذهب ليغطي تحرير جنوب لبنان وأول حلقة حوارية قام بها كانت في معتقل وعلى الطاولة ذاتها التي كان يحقق عليها الضابط الإسرائيلي واستهوت الطريقة التي قدمت بها الحلقة في الهواء الطلق القائمين على القناة، ونصحوه بأن يكمل تقديم البرامج. وطلبوا منه أن يستقر في الدوحة وأن يكون مذيعا ويقدم البرنامج منها لكنه فضّل أن يكون بعيدا عن المركز.
وبعد ذلك قررت الإدارة أن يصبح مقدم برامج لكنه طلب أن يكمل عمله كمدير مكتب في طهران، وهكذا بدأ البرنامج كل شهر ابتداء من عام 2001 ثم أصبح البرنامج بدورية إسبوعية في أيار 2003. وانتقل بعدها كمدير لمكتب الجزيرة في بيروت عام 2004 حتى 24 أبريل سنة 2011.
عرف غسان في هذه الفترة انتقادات وتهديدات عديدة من عدة جهات، عربية وإسرائيلية، من بينها يوم استضافته سمير القنطار الذي أُسر 30 عاما، واحتفى به غسان ووصفه بأنه بطل عربي كبير وتزامنت تلك الحلقة مع عيد ميلاد سمير القنطار، فقدم له قالب حلوى، الأمر الذي أزعج الإسرائيلين بشكل كبير إلى درجة أن المسؤول الإعلامي في مكتب أولمرت هدد بمقاطعة قناة الجزيرة ووقف كل الاتصالات بها إن لم تتم محاسبة غسان.
كما يرى البعض أنه يميل ويتعاطف مع السياسة الإيرانية وحزب الله والنظام السوري،  كما أنه صديق مقرب من حسن نصر الله.

### الاستقالة خلال الثورة
في وسط أحداث الثورة العربية استقال من قناة الجزيرة معللا السبب بطريقة تغطية القناة وإسلوب تعاملها مع الأحداث العربية حيث خرجت، حسب زعمه، عن كونها وسيلة إعلام وتحولت إلى غرفة عمليات للتحريض والتعبئة. وكان بن جدو مؤيدا للثورات العربية، لكن موقفه انقلب تماما بعد اندلاع الثورة السورية التي اعتبرها تستهدف النظام السوري. لكن منتقديه يدعون أن السبب هو تعارض الثورة السورية مع المصالح الإيرانية ومصالح حزب الله التي يروج لها من خلال نشاطه الإعلامي.
لكن بن جدو صرح أن أحداث البحرين كانت النقطة الرئيسية التي دفعته إلى اتخاذ قراره بالاستقالة.
بعد الثورة التونسية أعلن غسان بأنه تلقّى دعوة للمشاركة بالحكومة المقبلة في تونس ولكنه رفضها ليستمر في مهامه الإعلامية.

### تأسيس قناة الميادين
بعد الاستقالة قرر إنشاء قناة فضائية جديدة، وكان يريد إطلاق محطة تونسية ببعد عربي، لكنه شعر بأن المطلوب إطلاق محطة عربية بسبب الظروف السياسية، وقام غسان بن جدو بتوأمة مشروعه في عملية دمج مع قناة الاتحاد التابعة للإعلامي (نايف كريم)، التي كانت في مرحلة البث التجريبي، ليصار من خلالها إلى شبكة إعلامية عربية موحدة. وبررا فعلهما هذا بوجود قواسم مشتركة عدة بين الشريكين، وذلك في مجال مناصرة الحريات وتبني قضايا المقاومة.
أسّس غسان بذلك شبكة الميادين الاعلامية ونواتها قناة الميادين، التي تولى منصب رئيس مجلس إدارتها، جنباً مع نايف كريم الذي أصبح المدير العام للشبكة. كما تولّى سامي كليب، المستقيل كذلك من الجزيرة، منصب مدير الأخبار.

اختار مسؤولو القناة شعار «الواقع كما هو» لقناتهم. علق بن جدو: 

## وصلات خارجية
- التباس في وقت العاصفة: نقاش مع غسان بن جدو  - جريدة القدس العربي.